# Tiếng Chittagong

Khu vực nói tiếng Chittagong

Tiếng Chittagong hay Chatgaya, cũng viết là Satgaya (Bản mẫu:Lang-ctg) là một ngôn ngữ Ấn-Arya được nói ở Chittagong và ở phần lớn mạn đông nam Bangladesh. Nó có liên quan chặt chẽ với tiếng Bengal và thường được quan niệm sai lầm là một phương ngữ phi chuẩn của ngôn ngữ này, nhưng chúng không thông hiểu lẫn nhau. Ước tính (2009) có 13-16 triệu người nói tiếng Chittagong, chủ yếu ở Bangladesh.

## Phân loại
Tiếng Chittagong là một thành viên của nhóm ngôn ngữ Bengal-Assam thuộc ngữ chi Ấn-Arya, một nhánh của ngữ hệ Ấn-Âu rộng lớn. Các ngôn ngữ chị em của nó bao gồm tiếng Sylhet, tiếng Rohingya, tiếng Chakma, tiếng Assam và tiếng Bengal. Nó có nguồn gốc từ ngôn ngữ Ấn-Arya Đông trung đại, ngôn ngữ Ấn-Arya cổ đại và ngôn ngữ Ấn-Âu nguyên thủy.

## Hệ thống chữ viết
Chữ Ả Rập từng được sử dụng cho ngôn ngữ này. Chữ Bengal là chữ viết được sử dụng duy nhất hiện nay.